# Воловик, Анатолий Афанасьевич
Анатолий Афанасьевич Воловик (29 сентября 1929 года, с. Григорьевка Красноярский край — 14 июня 1999, Новосибирск) — советский архитектор; кандидат архитектуры, профессор (1986), действительный член Российской академии архитектуры и строительных наук (1993), член-корреспондент Академии художеств СССР (1979), заслуженный архитектор РСФСР (1969); профессор Международной Академии архитектуры (1998).

## Биография
После окончания школы в родном селе в 1946 году поступил Казахстанский республиканский строительный техникум в Алма-Ате, окончив который в 1950-м году, поступил Новосибирский инженерно-строительный институт (архитектурный факультет). Окончил в 1956 году. В 1956—1957 годах преподавал в том же институте.
С 1958 года работал в проектных организациях Новосибирска, был главным архитектором Новосибгражданпроекта. Одновременно с 1976 года преподавал в Новосибирском архитектурно-строительном университете — заведовал кафедрой архитектуры гражданских зданий (с 1982 года), был деканом архитектурного факультета.
Возглавлял Новосибирскую организацию Союза архитекторов и Новосибирское отделение РААСН.
Умер 14 июня 1999 года. Похоронен на Заельцовском кладбище Новосибирска.

## Творчество
По его проектам построены:
- Государственная публичная научно-техническая библиотека СО РАН (1966)
- комплекс речного вокзала и гостиницы «Обь» (1974)
- аэропорт «Толмачёво» (1963)
- микрорайон «Челюскинский».

## Награды
- заслуженный архитектор РСФСР (1969)
- Орден Почёта (1996)[3]